# Игра в любовь (фильм, 1935)
Игра в любовь (азерб. Məhəbbət oyunu) — советская немая комедия 1935 года производства киностудии «Азерфильм».

## Синопсис
Фильм повествует о девушке Лейле, которая дружит с тремя своими подружками и питает дружескую симпатию ко своему другу Кариму. Карим под влиянием своей подруги становится ещё лучше и лучше осознаёт жизнь. Последний фильм режиссёра Аббаса Мирзы Шарифзаде.

## В ролях

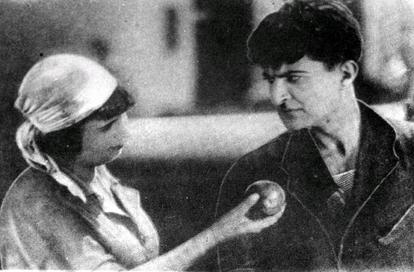
Кадр из фильма

- Исмаил Эфендиев — Саттар
- Маджид Шамхалов — Карим
- Л. Вайтцих-Онегин
- Теза Горник
- Сара Шарифзаде — Лейла
- Иззет Оруджева
- Мирза Алиев
- М. Шарифова
- А. Лодзи — Шинкин
- В. Кочетов — Петька

## Создатели фильма
- Автор сценария: Александр Попов
- Режиссёр-постановщик и монтажёр:: Аббас Мирза Шарифзаде
- Второй режиссёр: В. Кочетов
- Оператор-постановщик: Борис Пумпянский
- Художники-постановщики: Виктор Аден, Г. Алиев
- Художник-гримёр: Георгий Парисашвили
- Администратор: М. Вазиров
- Директор фильма: К. Томский